# Варси, Сайида
Сайида Хуссейн Варси, баронесса Варси (англ. Sayeeda Hussain Warsi, Baroness Warsi; род. 28 марта 1971) — британская женщина-политик, член Палаты лордов (с 2007), председатель Консервативной партии (2010—2012).

## Биография
Родилась в Дьюсбери близ Уэйкфилда, вторая из пяти дочерей в семье выходцев из Пакистана. Отец Сайиды, Сафдар Хуссейн, владел компанией по производству кроватей. Училась в колледже Дьюсбери, затем изучала право в Лидском университете, получила квалификацию солиситора при Королевской прокурорской службе и Хоум-офисе и открыла частную юридическую практику.
В 2005 году стала первой мусульманкой, кандидатуру которой на парламентских выборах выдвинула Консервативная партия — это случилось в избирательном округе её родного Дьюсбери, но выборы завершились для неё неудачно. Тем не менее, стала советником Майкла Ховарда, в 2007 году получила пожизненное пэрство, а лидер консерваторов Дэвид Кэмерон назначил её заместителем председателя партии.
2 июля 2007 года стала теневым министром сплочения сообщества. 11 октября 2007 года получила пэрство с титулом баронессы Варси Дьюбериской, 26 октября сведения об этом были официально опубликованы. К октябрю 2007 года стала самым молодым членом Палаты лордов Великобритании.
12 мая 2010 года назначена министром без портфеля и председателем Консервативной партии в первом правительстве Кэмерона и стала первой мусульманкой, включённой в состав правящего кабинета. 13 мая 2010 года приведена к присяге как член Тайного совета Великобритании.
4 сентября 2012 года Кэмерон сделал тринадцать новых назначений, в том числе поручив баронессе Варси должность старшего государственного министра иностранных дел и по делам Содружества, а также государственного министра вероисповеданий и общин.
5 августа 2014 года подала в отставку в знак протеста против британской политики в отношении кризиса в секторе Газа, назвав её «не имеющей морального оправдания».
В выпуске журнала ИГ «Дабик» в апреле 2016 была названа муртадкой и приговорена к смерти.